# Sande (Angola)
Sande – miasto w Angoli, w prowincji Bié.